# Птицы 2: Путешествие на край света
«Птицы 2: Путешествие на край света» (фр. La marche de l’empereur) — документальный французский фильм Люка Жаке о судьбе императорских пингвинов, каждый год совершающих путешествие вглубь Антарктики, дабы вывести потомство. В течение долгих девяти месяцев им предстоит найти себе пару, защитить птенцов от мороза, найти пищу посреди бескрайних льдов. Всё это ради жизни.
На протяжении года два оператора Лоран Шале и Жером Мезон снимали этот фильм вокруг французской научной базы Дюмон д’Юрвиль в Земле Адели, Антарктида.
Фильм выиграл премию Оскар 2005 года в номинации «Лучший документальный фильм».
Более 60 млн лет назад пингвины жили в умеренном климате — Антарктида тогда ещё не была сплошным куском льда. Но климат на планете менялся. Материки дрейфовали, Антарктида сместилась на Южный полюс и покрылась вечным льдом. Животные оттуда ушли или вымерли, а пингвины, приспособившись к холоду, остались. Некоторые из них живут сегодня на льдинах вокруг Антарктиды, каждый год совершая опасное путешествие на материк для продолжения рода. Об этом виде, императорских пингвинах, и рассказывает нам фильм «Птицы 2», оригинальное название которого «La marche de l’empereur», что дословно означает «Марш Императора».

## Содержание
Рассказ ведётся от лица самих пингвинов, голоса им дали Шарль Берлен, Романа Боринже и Жюль Ситрук.
Всё начинается в середине марта-середине апреля. Пингвины собираются в стаи и выходят на берег, чтобы отправиться к местам гнездования. Долгие дни продолжается путешествие пингвинов от моря, которое дает им пищу к местам их гнездовых колоний, расположенных среди утёсов, неровностей льда — местах с наиболее благоприятным микроклиматом, имеющих защиту от ветра.
По прибытии стай на место начинается процесс формирования колонии: все пингвины делятся на пары. Самцов меньше, чем самок, поэтому последние борются за внимание самцов, часто с криком и драками.
Найдя пару, птицы стоят рядом дни напролёт, наслаждаясь обществом друг друга, а ночью собираются в тесную группу, чтобы не замерзнуть.
В мае-начале июня самка откладывает единственное яйцо. Температура в это время опускается ниже −50 °C, а ветер дует со скоростью до 200 км/ч. С помощью клюва самка перекатывает яйцо на лапы и накрывает сверху кожной складкой на нижней стороне брюха, чтобы согреть его. Через несколько часов заботу о потомстве берет на себя самец, закатывая яйцо себе под брюхо. Многие молодые особи ещё неопытны и торопливы, поэтому часто их яйца замерзают. Два-три месяца самцы греют своими телами не рождённых птенцов, собираясь при ухудшении погоды в плотную группу, называемую «черепахой». Самки в это время достигают моря и плавают, насыщаясь свежей рыбой.
После кормёжки самки собираются в стаи и возвращаются к месту гнездования. К моменту возвращения из-под перьев отцов уже выглядывают маленькие голодные птенцы. Самки долго наполнялись энергией и теперь они готовы перенять на себя заботу о новорожденных, насыщая и согревая их. Самцы, наголодавшись 3 месяца и потеряв 40 % массы тела, передают им уже вылупившихся птенцов и сами уходят на кормёжку.
Ослабшие самцы идут к морю, чтобы питаться. Многие из них не выдерживают этот путь, так как очень ослабли. Самки около трёх недель кормят птенцов полупереваренной пищей, кашицей из криля и рыб, запасённой в путешествии по морю и особым «молоком». В возрасте пяти недель птенцы императорских пингвинов уже не помещаются в наседной сумке и уходят в так называемые «детские сады», где проводят время, плотно прижавшись друг к другу. Самцы к этому времени уже вернулись, и вместе с самками охраняют птенцов от нападений хищников — буревестников и поморников. Родители кормят только своего птенца, находя его среди сотни других по голосу.
Период вскармливания птенцов заканчивается в январе, все птицы возвращаются к морю, чтобы провести лучше за весь год летние месяцы.

## Международные версии
Стиль оригинального французского фильма значительно отличается от версий на других языках.
В оригинальной версии повествование ведётся от первого лица, то есть от лица пингвинов, которые как бы рассказывают свою историю. Роман Боринже и Шарль Берлен попеременно озвучивают роли женских и мужских особей соответственно, а когда рождаются птенцы, за них говорит актёр Жюль Ситрук (Jules Sitruk). Этот стиль нашёл продолжение в некоторых других версиях фильма, например в русской версии.
В венгерской версии голоса пингвинам дали актёры Ákos Kőszegi, Anna Kubik, и Gábor Morvai, а на немецкий язык (эта версия появилась на канале ProSieben в апреле 2007 года) фильм озвучили Andrea Loewig, Thorsten Michaelis и Adrian Kilian. Этот стиль повествования также используется в датской DVD версии.
В отличие от авторской версии, английская озвучена всего одним актёром — Морганом Фрименом и повествование идёт от третьего лица. Австрийский канал ORF 1 использовал в апреле 2007 года для трансляции версия, доступную на немецком «Special Edition» DVD, на котором повествование ведет немецкий актер Sky Du Mont. Голландскую версию озвучил бельгийский комик Urbanus, индийская рассказаны на хинди и английском актёром Амитабхом Баччаном и известна как «Penguins: A Love Story». Польская версия озвучена польским актёром Мареком Кондратом, шведская шведом Йёста Экманом. Тагальская версия рассказана актрисой Sharon Cuneta и выпущена под названием «Penguin, Penguin, Paano Ka Ginawa?» (Пингвин, пингвин, как ты сделан?) с английскими субтитрами. Тагальское название аналогично филиппинской новелле и фильму Bata, Bata, Paano Ka Ginawa? («Ребёнок, Ребёнок, как ты сделан?»)
Ещё одно различие между разными версиями в музыке. В оригинальном французском варианте используется экспериментальный трек композитора электронной музыки Эмили Симон, в то время как английская версия содержит инструментальную музыку Алекса Вурмана.

## Релизы
Впервые фильм показан на кинофестивале «Сандэнс» в США 21 января 2005 года. Релиз фильма состоялся на следующей недели, 26 января, во Франции, где он получил рейтинг 4 звезды от AlloCiné и по кассовым сборам за первую неделю уступил только фильму «Авиатор».
Оригинальная французская версия была выпущена в Квебеке.
Впоследствии, англо-язычная версия была выпущена в Северной Америке 24 июня 2005 года, получила положительные отзывы критиков, которые нашли его информативным и очаровательным. Фильм получил 94 % рейтинга на сайте Rotten Tomatoes. Кинолюбители, видимо, согласились с этой оценкой, вследствие фильм стал вторым самым успешным среди документальных фильмов послеФаренгейт 9/11, собрал около $ 77 млн в США и Канаде и более $ 127 млн по всему миру. Это единственный фильм от Warner Independent, который получил рейтинг G от MPAA.
Фильм был выпущен на DVD во Франции 26 июля 2005 года. О DVD критики высказались дополнительно, прежде всего о том, что фильм стоит позиционировать как научно-популярный, также пригодный для семейного просмотра.
В ноябре 2006 года по фильму была сделана видео игра студией DSI Games для платформ Nintendo DS и Game Boy Advance.
В 2007 году был выпущен фильм-пародия, срежиссированный Бобом Сагетом и выпущенный под названием «Фарс пингвинов» (англ. Farce of the Penguins). Фильм был озвучен Сэмюэл Л.Джексоном с помощью наложения голоса. И хотя в пародию включены кадры о пингвинах документально характера, реальных сцен из оригинального фильма нет.
Фильм был выпущен в России 18 июня 2009 года компанией дистрибьютором CP Digital.

## Социальная интерпретация
Фильм получил политические и социальные комментарии, в которых пингвинов рассматривали как антропоморфно схожих с людьми и даже способных дать уроки человеческому обществу. Майкл Медвед (Michael Medved) похвалил фильм за показ ценности традиционных семей, их стабильности.
Комментарии Майкла вызвали отклик других критиков, например Эндрю Салливана (Andrew Sullivan), который отметил, что пингвины не моногамны более одного года. Мэтт Уокер (Matt Walker) из New Scientist отметил что в «усыновлении» птенцов виден факт похищения людей, также у пингвинов наблюдается жестокое обращение со слабыми птенцами и остракизм редких пингвинов-альбиносов.
«Например то, что пингвины перенимают друг у друга птенцов, — чистейшая правда, но они не всегда делают это таким способом, который понравился бы моралистам». Салливан и Уокер считают, что попытка сравнивать поведение пингвина и человека — ошибка.
Сам Люк Жаке осудил такие сравнения между пингвинами и людьми.
Отвечая на вопрос San Diego Union Tribune о комментариях к фильму, таких как «метафора семейных ценностей — преданность партнёру, преданность потомства, моногамия, самоотречение», Жаке ответил: «Я осуждаю эту позицию и считаю, что интеллектуально нечестно навязать эту точку зрения. Забавно, но если вы берете моногамию от одного сезона к другому как аргумент, процент разводов, если хотите знать, составляет от 80 до 90 процентов …
моногамия длится в течение одного репродуктивного цикла. Вы должны позволить пингвинам быть пингвинами и людям быть людьми».
Некоторые споры также протекают в СМИ. Рич Лоури, редактор National Review, сообщает в блоге журнала о том, что BBC "беспокоили меня в течение нескольких дней по поводу «Марша пингвинов»… Я думаю, хотели увидеть, что я сказал в эфире, что пингвины являются инструментами Бога и способны вытащить Америку из адского огня, или что-то подобное. Так вежливо, как я мог, я сказал ей: «Леди, они просто птицы».
Другой спор протекает между теми, кто считает, что поведение Императорского пингвина можно рассматриваться как признак «разумного замысла», и те, кто считают его примером эволюции путём естественного отбора в действии. Стив Джонс, профессор генетики из Университетского колледжа в Лондоне, заявил: «Сторонники интеллектуального дизайна думают, что если они видят то, что они не понимают, то это обязательно Бог, они не понимают, что они сами являются частью эволюции». Автор Сьюзен Джейкоби сказала в её книге 2008 года «Возраст Американского безумия» (стр. 26), что дистрибьюторы из фильма сознательно избегали использования слова «эволюция», чтобы избежать негативной реакции со стороны американских религиозных организаций, и пишет также: «Как это случилось, ведь императорские пингвины стали буквально хрестоматийным примером, включены в курсы на уровне колледжа биологии, как пример эволюции путём естественного отбор и случайной мутации. … финансовая мудрость избежания любого упоминания об эволюции была подтверждена в кассах …»

## Награды
Фильм выиграл премию «Оскар» 2006 года в номинации «Лучший документальный фильм», премию BMI Film Music Award, а также получил ещё 9 наград.

## Критика
Фильм не содержит точных сведений о времени и цели перемещения пингвинов в Антарктиде. По сути это
фильм о ежегодной миграции пингвинов, в котором нет ни одного существенного факта об этой миграции.
Не озвучено ни одного научного факта о строении, происхождении вида, и районе обитания.